# 王德成
王德成（？—1856年），字振溪，清朝武官，順天府固安縣（今河北省廊坊市固安縣）門鐵營人。同武進士出身。

## 生平
嘉慶二十四年（1819年）己卯恩科三甲武進士，以衛守備用。王德成生性誠篤，樂於為人排難解紛，里人均目之為善人。咸豐元年（1851年），選補浙江嘉興府紹興衛守備，在任四年，盡心職守。咸豐五年（1855年），補杭嚴衛守備，一年有餘，連陞都司及鎮守會龍山遊擊，未及到任，因病離世。民國《固安縣志》有傳。

## 後代
長子王萬春，道光庚子科武舉人，署左備營守備。孫秉鈞，光緒庚寅科武舉人，補東昌衛千總；秉銓，武庠生；秉樞，光緒戊子科武舉人，補兵部差官；秉璋，武監生。